# Ломовицьк-2
Ломови́цьк-2 (рос. Ломовицк-2) — присілок у складі Первомайського району Томської області, Росія. Входить до складу Первомайського сільського поселення.
Старі назви — Ломовицьк ІІ-й, Ломовицьк 2.

## Населення
Населення — 285 осіб (2010; 308 у 2002).
Національний склад (станом на 2002 рік):
- росіяни — 90 %